# Campylorhynchus jocosus
Campylorhynchus jocosus là một loài chim trong họ Troglodytidae.